# Tünde
Tolkien tündéiről a Tündék cikkben olvashatsz.
A Tünde név Vörösmarty Mihály alkotása a tündér szóból, s első ízben a Csongor és Tünde című drámai költeményében bukkant fel.

## Rokon nevek
- Tündér:[1] a tündér szóból alkotott női név.[2]

## Gyakorisága
Az 1990-es években a Tünde gyakori, a Tündér egyedi név, a Tünde a 2000-es években (2006-ig) a 93-100. leggyakoribb női név, azóta nincs az első százban. A Tündér szintén nem szerepel a 100 leggyakoribb női név között.

## Névnapok
Tünde
- április 2.[2]
- június 1.[2]
- november 10.[2]

Tündér
- június 1.[2]

## Híres Tündék, Tündérek
- Blága Tünde, szépségkirálynő, modell, írónő
- Frankó Tünde opera-énekesnő
- Kiszel Tünde műsorvezető, szerkesztő, újságíró, színésznő, fotómodell
- Krasznai Tünde énekesnő
- Majsai-Nyilas Tünde színésznő
- Murányi Tünde színésznő
- Novák Tünde rabló, a „magyar Bonnie és Clyde” páros női tagja
- Nyilas Tünde, kézilabdázó
- Semmi-Kis Tünde szépségkirálynő, modell
- Szabó Tünde, olimpiai ezüstérmes úszó

## Egyéb Tündék, Tündérek
- A „tünde” szót néha ’tündér’ jelentésében is használják.
- A tünde szó (akárcsak a tündér) jelzőként is állhat, főként a költői nyelvben, ’gyorsan elmúló, semmibe vesző, röpke, tünékeny’ értelemben (ÉrtSz.). Például Madáchnál: „Oly szép az ilyen tünde mámor…”  Néha ’tündöklő’ értelemben is találkozhatunk vele: „csattan a menny és megvillan / kék, tünde fénnyel fönn a tél.” (József Attila: Nyár)
- A „tünde” (elf, quend) kitalált nép J. R. R. Tolkien könyveiben, melyet kezdeti elképzeléseiben szintén a kelta-germán-óangol mitológia „tündéreiről” mintázott, később azonban a költői elképzelés átlényegült. A Tolkien műveiből merítő egyéb fantasy-művekben (például M.A.G.U.S., Dungeons & Dragons, Warcraft) is szerepelnek tündék, bár ezeket inkább az angol „elf” kifejezéssel illetik.